# Pawsonaster
Pawsonaster is een geslacht van zeesterren uit de familie Goniasteridae.

## Soort
- Pawsonaster parvus (Perrier, 1881)